# Leroy D’sa
Leroy D’sa (* 12. Oktober 1953) ist ein indischer Badmintonspieler.

## Karriere
Leroy D’Sa gewann 1973 seinen ersten nationalen Titel in Indien im Herrendoppel mit Hanumantha Rao. 1980 siegte er im Mixed mit Ami Ghia. 1982 feierte er mit dem Gewinn von zwei Bronzemedaillen bei den Asienspielen seinen größten internationalen Erfolg. 1983 siegte er bei den Austrian International.

## Sportliche Erfolge
| Saison | Veranstaltung                              | Disziplin    | Platz | Name                             |
| ------ | ------------------------------------------ | ------------ | ----- | -------------------------------- |
| 1970   | Indien: Einzelmeisterschaften der Junioren | Herrendoppel | 1     | Hanumantha Rao / Leroy D’Sa      |
| 1973   | Indien: Einzelmeisterschaften              | Herrendoppel | 1     | Prakash Padukone / Leroy D’Sa    |
| 1977   | Indien: Einzelmeisterschaften              | Herrendoppel | 1     | Prakash Padukone / Leroy D’Sa    |
| 1980   | Indien: Einzelmeisterschaften              | Mixed        | 1     | Leroy D’sa / Ami Ghia            |
| 1982   | Asienspiele                                | Mixed        | 3     | Leroy D’sa / Kanwal Thakar Singh |
| 1982   | Asienspiele                                | Herrendoppel | 3     | Pradeep Gandhe / Leroy D’sa      |
| 1983   | Austrian International                     | Herrendoppel | 1     | Partho Ganguli / Leroy D’Sa      |